# Dudekemia alpinensis
Dudekemia alpinensis är en rundmaskart som beskrevs av James Bowie 1986. Dudekemia alpinensis ingår i släktet Dudekemia och familjen Rhigonematidae. Inga underarter finns listade i Catalogue of Life.